# طرح تحول اقتصادی
طرح تحول اقتصادی نام طرح کلان اقتصادی است که در ۷ حوزهٔ اقتصاد ایران از جمله هدفمندکردن یارانه‌ها از سوی دولت نهم مطرح گردید. آغاز بحث در مورد این طرح از سوی محمود احمدی‌نژاد و در بهمن سال ۱۳۸۶ بود. احمدی‌نژاد در پیام نوروزی خود نیاز به اجرای این طرح را اعلام کرد و مجلس هشتم نیز کمیسیون ویژه‌ای را به این امر اختصاص داد. در دولت نهم هم کارگروه ویژه‌ای برای این امر تشکیل شد. این طرح در دولت دهم هم پیگیری شد. با تمام اختلافات، سرانجام در زمستان ۸۸ این طرح با تعدیلاتی از سوی مجلس تصویب شد؛ اما مناقشات همچنان ادامه یافت. این طرح را می‌توان از چالش برانگیزترین مسائل در حوزهٔ سیاست و اقتصاد ایران در دهه اخیر دانست.

## مشخصات طرح
هفت محور مهم طرح تحول اقتصادی شامل هدفمندکردن یارانه‌ها، اصلاح نظام مالیات، بانک، گمرک، توزیع، ارزش‌گذاری پول ملی و بهره‌وری هفت محور مهم طرح تحول اقتصادی بود که در دولت نهم آغاز شد و در دولت دهم با جدیت ادامه یافت. بررسی اجزاء این نارسایی‌ها و مشکلات و راه‌حل‌های آن، طی دو سال نشست و کار کارشناسی در ستاد راهبردی دولت متشکل از چهار معاون رئیس‌جمهور، نه (۹) وزیر و سه اقتصاددان، منجر به مطرح‌شدن طرح تحول اقتصادی شد. رویکرد این طرح بر موضوع‌های کلیدی به جای پرداختن به همه بخش‌ها و موضوع‌های اقتصادی است که خود رویکردی بر حسب کارایی و بهره‌وری است.
آنچه در پی می‌آید جزئیات طرح تحول اقتصادی است که کمیته ارتباطات و اطلاع‌رسانی کارگروه تحولات اقتصادی دولت منتشر کرده است:
یارانه: یکی از وظایف مهم اقتصادی دولت‌ها توزیع درآمد در جامعه است و یارانه ابزاری است که می‌تواند دولت را در توزیع درآمد و برابری آن بین گروه‌های پایین و بالای درآمد یاری کند.
مالیات: یکی از محورهای هفتگانه طرح تحول اقتصادی دولت، اصلاح ساختاری نظام مالیاتی و استفاده از ظرفیت مالیاتی است. مالیات در کشور ما حدود ۸٪ ارزش تولید ناخالص کشور است که در کشورهای دیگر این شاخص بیش از ۲۰٪ است. شیوه پرداخت یارانه انرژی باید تغییر یابد، این تغییر در جهت هدفمند کردن یارانه‌ها خواهد بود.
بانک: نظام بانکی باید در خصوص تأمین مالی کارآفرینان و سنت پاک قرض‌الحسنه جهت‌گیری کند. نظام بانکداری در تولید آمارهای اقتصادی و ایجاد پایگاه آماری دچار ضعف است که باید این مشکل مرتفع شود.
نظام ارزی: نظام ارزی کشور در ماده ۴ قانون چهارم توسعه به صورت شناور مدیریت شده مشخص شده که باید تحقق یابد. با توجه به نوسانات ارزی برنامه‌های اقتصادی کشور نیز با اتکا به ارز نفتی، پر نوسان است لذا باید تناقض‌های قانونی در خصوص ارزش‌گذاری پول ملی مرتفع شود، و نرخ ارز بهینه که همزمان تورم وارداتی و صادرات را مد نظر داشته باشد بررسی شود.
گمرک: گمرک‌های کشور بسیار پراکنده و متعدد هستند که کارایی آن‌ها را کاهش داده است. مقررات پیچیده و فراوان و ناهماهنگی در وظایف آن‌ها با سازمان‌های دیگر وجود دارد و باید تحولی در این خصوص انجام شده و مجرای واحد و یکسان برای جلوگیری از تداخل وظایف در دستور کار قرار گیرد.
بهره‌وری: با اینکه نسبت سرمایه‌گذاری به تولید ناخالص داخلی در کشورهای صنعتی و کشورهای موفق جنوب شرقی آسیا (حدود ۲۹٪ در سال‌های ۲۰۰۰–۱۹۷۴ و در همین دوره در ایران حدود ۲۸٪) بوده است؛ یعنی با کشور ما تفاوتی ندارد اما رشد بهره‌وری سرمایه نسبت به آن کشورها تفاوت معناداری دارد. هنوز در کشور یک نظام منسجم سنجش و اندازه‌گیری بهره‌وری وجود ندارد که باید این موضوع به سرعت تحقق یابد.
نظام توزیع: نظام توزیع کالا و خدمات در کشور بسیار سنتی و ناکارا است؛ لذا نوسازی شبکه توزیع، یکی از ضرورت‌ها است و باید برنامه‌های تقویت شبکه توزیع، منطقی‌کردن تعداد و فعالیت توزیع‌کنندگان و کوتاه‌کردن فاصله تولید تا مصرف، نظارت و کنترل صحیح جریان توزیع کالا، استفاده از سیاست‌های صرفه‌جویی در توزیع و رفاه مصرف‌کنندگان، تحقق یابد.

## روزشمار

### مرداد ۱۳۸۷
- غلامرضا مصباحی مقدم رئیس کمیسیون اقتصادی مجلس هشتم در جلسه جامعه اسلامی مهندسین پیرامون طرح گفت: «اجرای این طرح به حذف بیش از دو میلیون فرصت شغلی در نظام توزیعی کشور منجر خواهد شد. به‌طور طبیعی این جراحی، درد و خونریزی در پی دارد. باید مردم را از عواقب و مشکلات ناشی اجرای این طرح آگاه کرد، چرا که طرح قطعاً تورم‌زاست.» به گفته او در صورت لزوم مجلس با تصویب طرح دو فوریتی جلوی اجرای این طرح را خواهد گرفت. مرتضی تمدن مشاور احمدی‌نژاد هم گفت در این طرح سه اتفاق دربارهٔ یارانه‌ها خواهد افتاد: ۱-بخش‌هایی از یارانه‌ها حذف و نقدی می‌شود. ۲-بخشی‌هایی به نظام جامع تأمین اجتماعی سوق داده خواهد شد. ۳-بخشی از یارانه‌ها خواهد ماند مانند یارانه مربوط به تسهیلات بانکی یا یارانه بخشی از اقلام حساس که در سبد خانوار وجود دارد مثل نان. وی سهم و مقدار یارانه‌ها را اعلام نکرد. به گفته وی شروع اجرای طرح از آذر ۱۳۸۷ خواهد بود.[۲][۳][۴]
- احمد توکلی رئیس مرکز پژوهش‌های مجلس گفت دولت همچنان از ارائه مکتوب جزئیات طرح تحول اقتصادی خود داری می‌کند و مجلس از جزئیات این طرح بی‌خبر است.[۵][۶]

### مهر ۱۳۸۷
کمیسیون ویژه طرح تحول مجلس اولین گزارش خود را در اوایل این ماه آماده کرد. این گزارش از وجود خلاهای فراوان در بیان طرح خبر می‌داد.

### دی ۱۳۸۷
سومین گزارش کمیسیون ویژه طرح تحول مجلس در ۸ دی بیرون داده شد.